# صالح‌آباد (برخوار)
صالح‌آباد روستایی در دهستان برخوارمرکزی بخش مرکزی شهرستان برخوار استان اصفهان ایران است.

## جمعیت
بر پایه سرشماری عمومی نفوس و مسکن در سال ۱۳۹۵ جمعیت این مکان ۱۶ نفر (۴خانوار) بوده‌است.